# Malvastrum americanum
Malvastrum americanum är en malvaväxtart som först beskrevs av Carl von Linné, och fick sitt nu gällande namn av John Torrey. Malvastrum americanum ingår i släktet Malvastrum och familjen malvaväxter. Utöver nominatformen finns också underarten M. a. stellatum.

## Bildgalleri

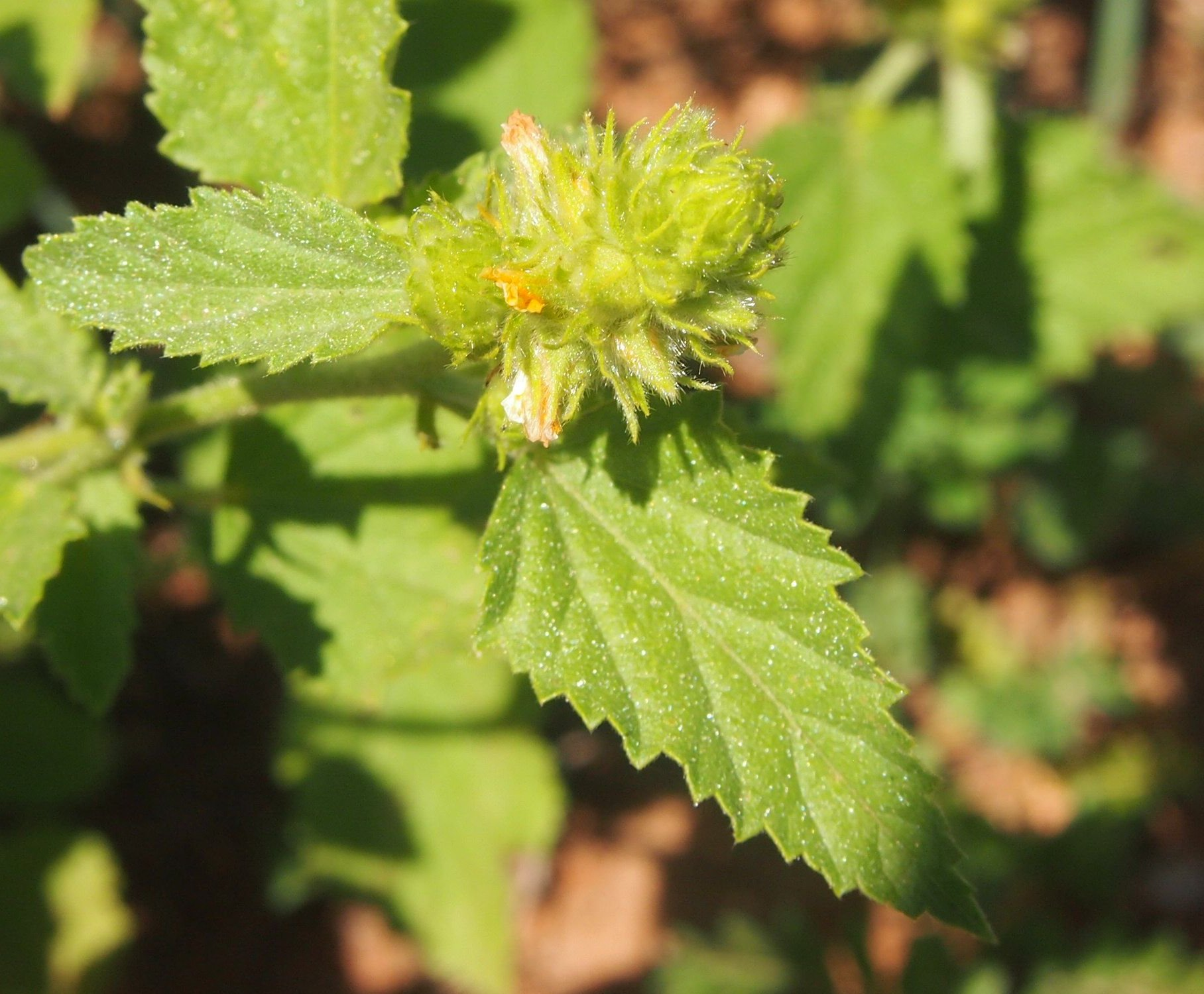
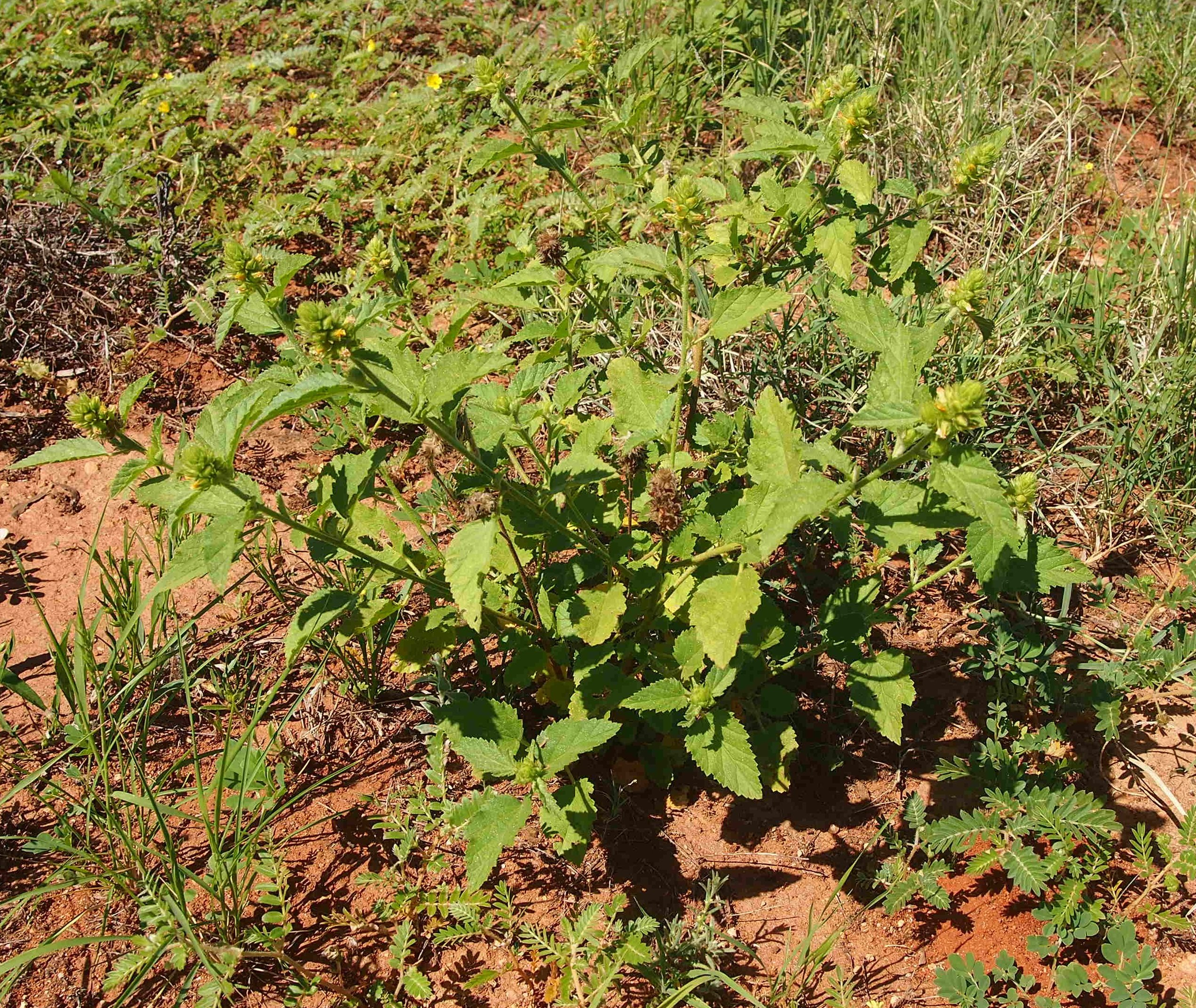
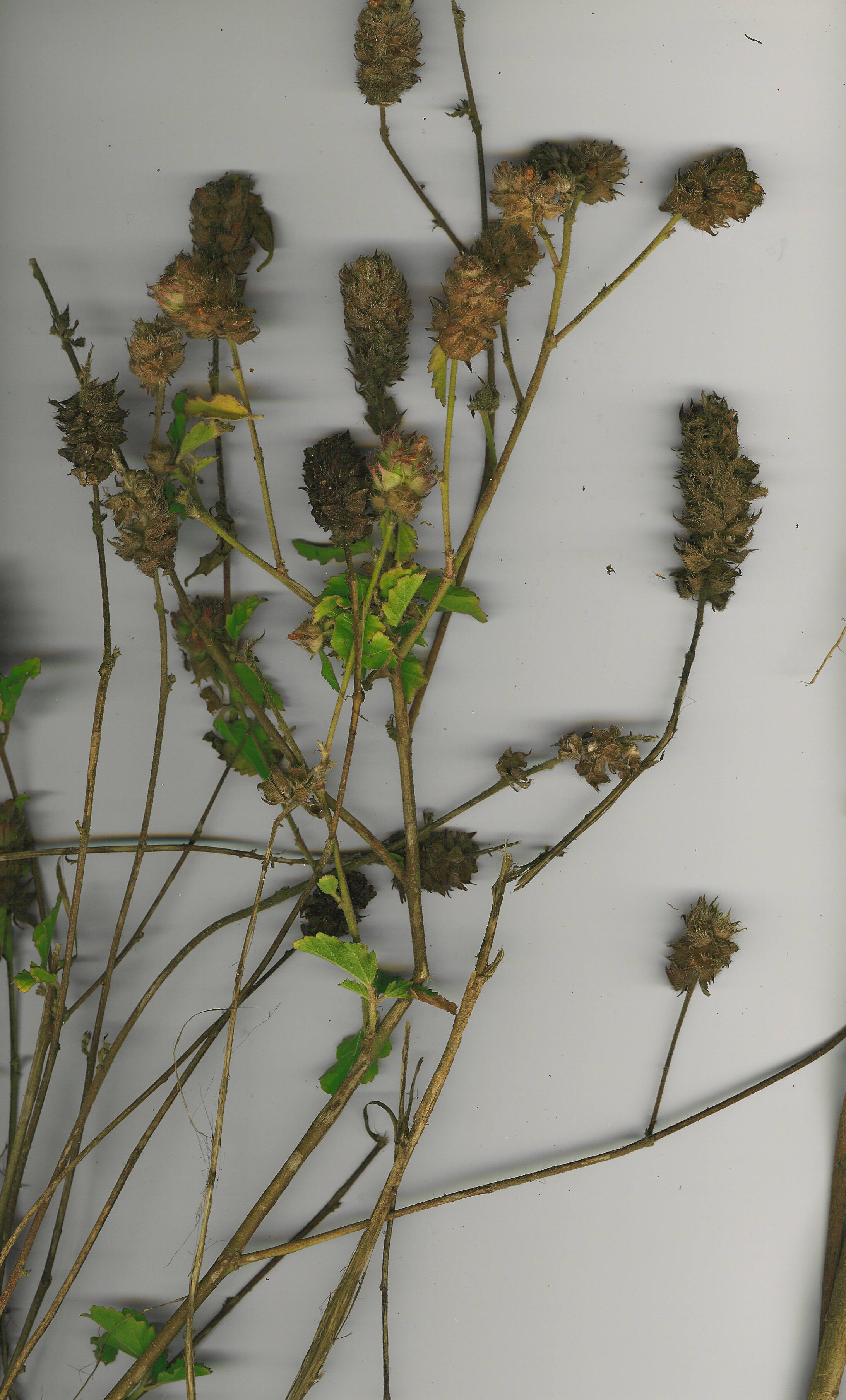